# Silva (Pol)
Silva (llamada oficialmente Santiago de Silva) es una parroquia española del municipio de Pol, en la provincia de Lugo, Galicia.

## Organización territorial
La parroquia está formada por once entidades de población, constando diez de ellas en el nomenclátor del Instituto Nacional de Estadística español:
- Andión
- Barreiro (O Barreiro)
- Bouzoá
- Doncide
- Eiras
- Fonfría
- Granda
- Outeiro (O Outeiro)
- Porto Deiras (Porto de Eira)
- Ventín
- Vilavella

## Demografía
| Gráfica de evolución demográfica de Silva entre 2000 y 2020 |
|                                                             |
| Datos según el nomenclátor publicado por el INE.            |